# Standseilbahn Dresden
| Dresdner Standseilbahn, um 1900 |                     |                                          |                              |
| Streckenlänge: | 0,547 km            |                                          |                              |
| Spurweite: | 1000 mm (Meterspur) |                                          |                              |
| Maximale Neigung: | 298 ‰               |                                          |                              |
| Streckengeschwindigkeit: | 18 km/h             |                                          |                              |
| |                     |                                          |                              |
| \| \| 0,000 \| Körnerplatz \| 123 m \| \| \| \| Burgbergtunnel (96 m) \| \| \| \| \| \| \| \| \| \| Gerüstviadukt (102 m) mit Ausweichstelle \| \| \| \| \| \| \| \| \| \| Prinzeß-Louisa-Tunnel (54 m) \| \| \| \| 0,547 \| Weißer Hirsch \| 210 m \| |                     |                                          |                              |
| Haltepunkt / Haltestelle Streckenanfang | 0,000               | Körnerplatz                              | 123 m                        |
| Tunnel |                     | Burgbergtunnel (96 m)                    | Burgbergtunnel (96 m)        |
| Strecke Anfang Hochstrecke |                     |                                          |                              |
| |                     | Gerüstviadukt (102 m) mit Ausweichstelle |                              |
| Strecke Ende Hochstrecke |                     |                                          |                              |
| Tunnel |                     | Prinzeß-Louisa-Tunnel (54 m)             | Prinzeß-Louisa-Tunnel (54 m) |
| Haltepunkt / Haltestelle Streckenende | 0,547               | Weißer Hirsch                            | 210 m                        |

Die Standseilbahn Dresden ist eine in Dresden verkehrende führerlose Standseilbahn, die am 26. Oktober 1895 mit Dampfbetrieb eröffnet und 1909 auf elektrischen Betrieb umgestellt wurde. Sie verbindet in der Nähe des „Blauen Wunders“ den Körnerplatz im statistischen Stadtteil Loschwitz/Wachwitz mit dem Villenviertel Weißer Hirsch im statistischen Stadtteil Bühlau/Weißer Hirsch und wird von den Dresdner Verkehrsbetrieben (DVB) als Linie STB beziehungsweise B1 betrieben. Im Jahr 2014 nutzten 350.000 Fahrgäste die Standseilbahn. Neben der benachbarten Schwebebahn Dresden ist sie eine der beiden Dresdner Bergbahnen.

## Geschichte

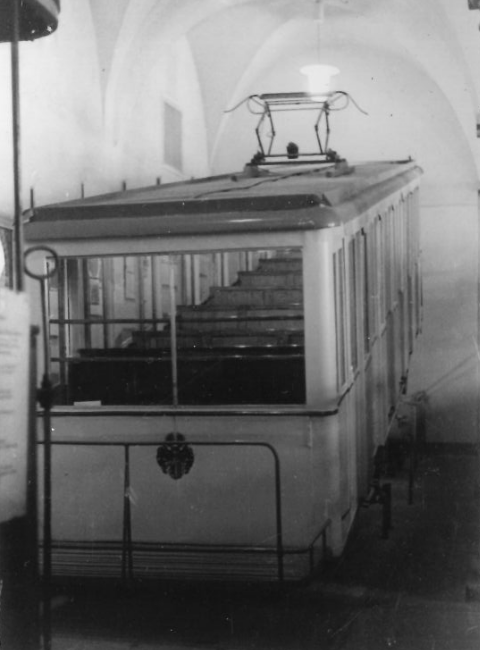
Historischer Standseilbahnwagen von 1934 im Verkehrsmuseum Dresden

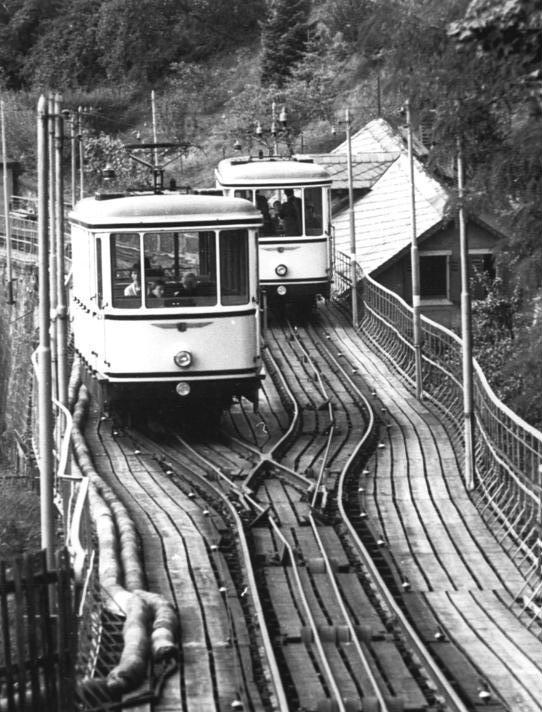
1985 hatte die Standseilbahn, hier auf der Abtschen Weiche auf dem Viadukt, noch eine Oberleitung für die Beleuchtung der Fahrzeuge

Der Unternehmer Ludwig Küntzelmann ließ 1873 erstmals das Projekt einer Standseilbahn zwischen Loschwitz und dem Weißen Hirsch entwickeln, auf dem er viele Grundstücke besaß. Da nur eine geringe Nachfrage erwartet wurde, bekam Küntzelmann jedoch keine Konzession. 15 Jahre später eröffnete Heinrich Lahmann sein Sanatorium, und der Weiße Hirsch entwickelte sich zum international bekannten Kurort. Erneute Forderungen nach einer besseren Verkehrsanbindung des Weißen Hirschs mündeten 1890 in einem erneuten Konzessionsantrag durch Ferdinand Dörfinger und Alfred Stössel. Zunächst schienen auch diese Bemühungen erfolglos zu verlaufen, da zeitgleich eine meterspurige Schmalspurbahn von Dresden-Neustadt über den Weißen Hirsch, Bühlau und Weißig nach Dürrröhrsdorf geplant wurde und die sächsische Regierung keine unnötige Konkurrenz für die Königlich Sächsischen Staatseisenbahnen schaffen wollte. Dieses Projekt scheiterte jedoch 1893, und die sächsische Staatsregierung forderte Dörfinger und Stössel auf, ihren Antrag erneut einzureichen. Daraufhin wurde die Baugenehmigung am 4. September 1893 erteilt.
Die Unternehmer Dörfinger und Stössel konnten jedoch schließlich die Baukosten nicht aufbringen. Daher übernahm die Vereinigte Eisenbahnbau- und Betriebs-Gesellschaft die Konzession und errichtete die Standseilbahn in einer Bauzeit von elf Monaten, sie wurde am 26. Oktober 1895 mit Dampfantrieb eröffnet. Die Baukosten betrugen 800.000 Mark. In den ersten fünf Betriebsjahren führte die Bahn auch Güterverkehr durch. Sie transportierte Kohle und Baustoffe bergan und Fäkalien talwärts, wobei letzteres aufgrund der Geruchsbelästigung nur nachts erlaubt war. Auch der Transport von Pferden und Ochsen war möglich; die Güterwagen hatten hierfür ein gewölbtes Spannverdeck.
In den ersten Betriebsjahrzehnten wechselte der Eigentümer der Bergbahn mehrfach. Zunächst gründete die Vereinigte Eisenbahnbau- und Betriebs-Gesellschaft am 18. März 1897 als Tochtergesellschaft die AG Drahtseilbahn Loschwitz–Weißer Hirsch zum Betrieb der Bahn. Im Jahr 1906 übernahm die 1898 gegründete Elektra AG in Dresden – die Eigentümerin der benachbarten Schwebebahn – die Aktienmehrheit an der Standseilbahn-Gesellschaft und im Jahr 1912 ging sie in das Eigentum der Stadt Dresden über. Seither betrieben die Dresdner Verkehrsbetriebe AG beziehungsweise deren Vorgängerunternehmen die Standseilbahn.
1909 wurde die Fördermaschine von Dampf- auf elektrischen Betrieb umgestellt. 1932 wurde eine Oberleitung auf der Strecke installiert, die eine elektrische Beleuchtung und Heizung in den Fahrzeugen ermöglichte. Den Zweiten Weltkrieg überstand die Standseilbahn ohne größere Schäden. Bei Bombenalarm fuhr das Personal die Fahrzeuge in die Tunnel. Daher blieben diese auch bei den großen Luftangriffen auf Dresden vom 13. bis 15. Februar 1945 unversehrt. Auch die Strecke war nach wenigen Tagen wieder befahrbar.

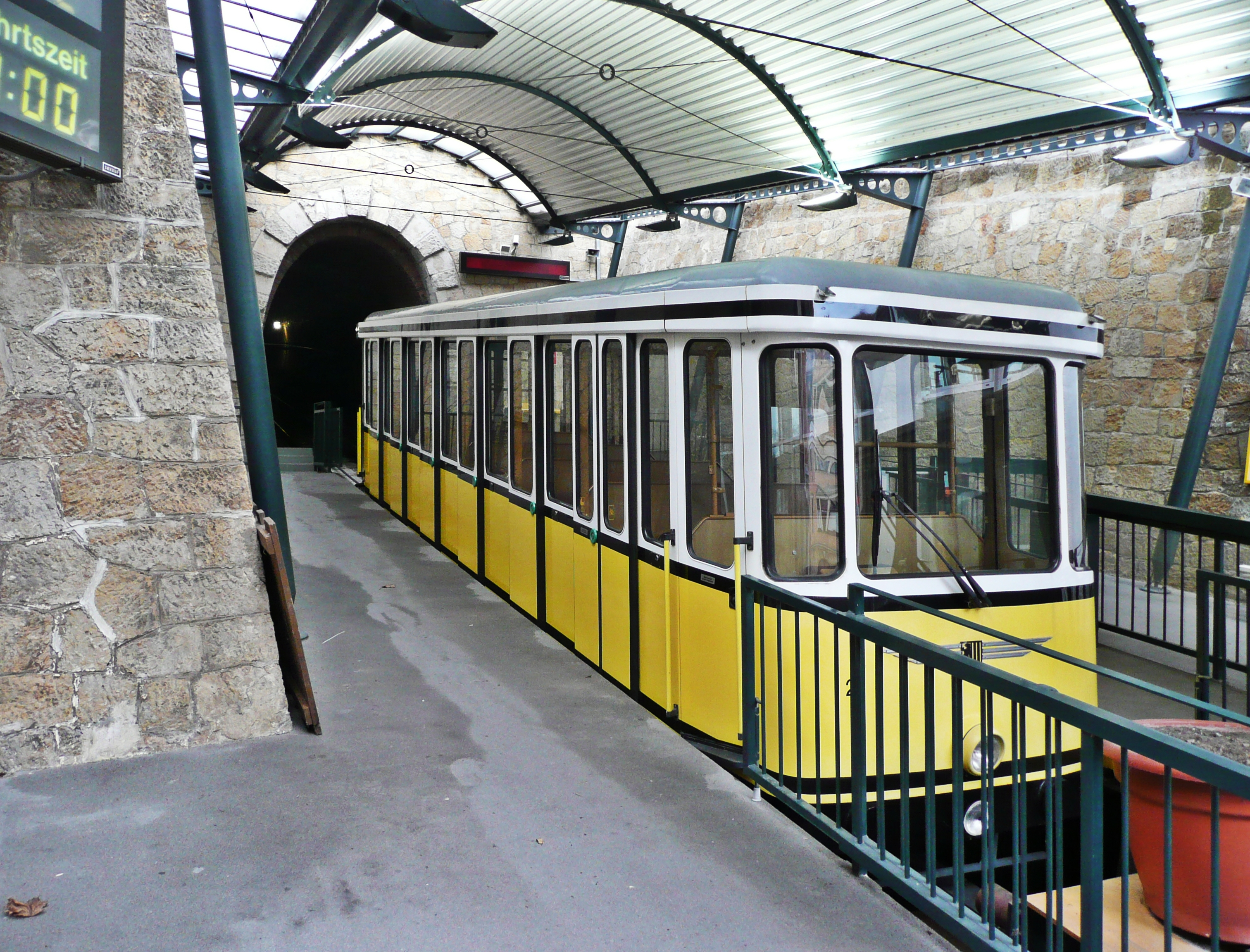
Talstation mit dem Portal des Burgbergtunnels (2009)

In den Jahren 1978/79 war eine Generalsanierung erforderlich. Die Fördermaschine, der Prinzeß-Louisa-Tunnel und das Gerüstviadukt wurden instand gesetzt. Seit 1984 steht die Standseilbahn unter Denkmalschutz. Nach der Wende folgte eine Modernisierung der gesamten Bahnanlage unter Führung des Generalauftragnehmers Waagner-Biro. Berg- und Talstation sowie beide Tunnel und das Gerüstviadukt wurden saniert, die Streckenausrüstung erneuert. Dabei erhielt die Bergstation einen Bedienstand am Bahnsteig, der den Arbeitsplatz des Maschinisten vom Keller ans Tageslicht verlagerte, und die Talstation eine neue lichtdurchlässige Dachkonstruktion. Da die neue Wagengeneration keine Oberleitung mehr benötigte, wurde diese demontiert. Am 22. Oktober 1994 nahm die Standseilbahn ihren Betrieb nach der Rekonstruktion wieder auf.
Zum 125-jährigen Bestehen erfolgte rund ein Jahr lang von Mitte Juni 2020 bis Ende Juni 2021 eine Rundumerneuerung der Anlage. Dabei erhielt sie ein neues Zugseil und einen neuen Fördermotor. Ebenfalls wurde die Elektrik der gesamten Bahnanlage erneuert, sodass die Steuerung auch von der Talstation aus erfolgen kann. Weitere Erneuerungen betrafen die Stützwand oberhalb des Burgbergtunnels und die 136 Brückenbalken des Viadukts.

## Streckenbeschreibung

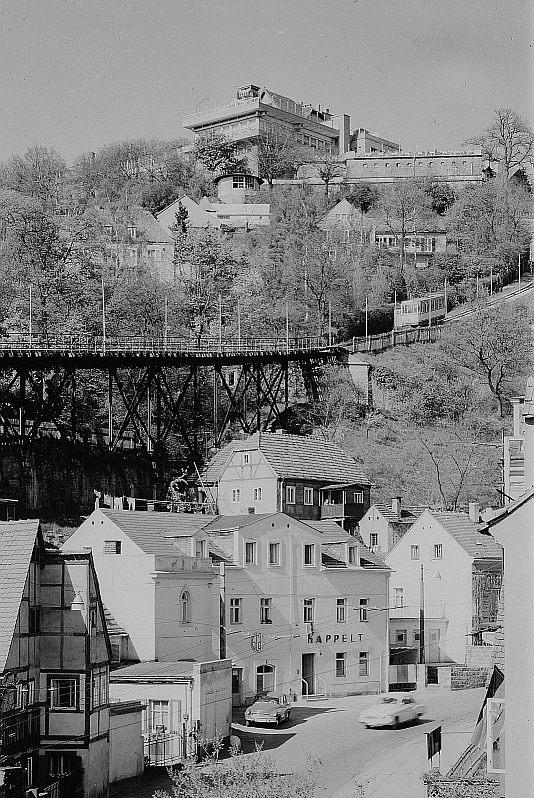
Das Gerüstviadukt befindet sich etwa in Streckenmitte (1960)

Die eingleisige Strecke ist 547 m lang und hat eine Spurweite von 1000 mm. In ihrer Mitte befindet sich auf dem Viadukt eine Ausweichstelle mit einer Abtschen Weiche, an der sich der bergwärts und der talwärts fahrende Wagen passieren. Die Bahn überwindet bei einer Maximalneigung von 29,8 % einen Höhenunterschied von etwa 95 m. Direkt an die Talstation schließt sich der 96 m lange Burgbergtunnel an. Etwa in der Streckenmitte befindet sich das 102 m lange Gerüstviadukt und kurz vor der Bergstation der 54 m lange Prinzeß-Louisa-Tunnel.

## Fahrplan
Die Fahrt mit der Standseilbahn dauert fünf Minuten. Sie ist wochentags von 6:30 Uhr bis etwa 21:30 Uhr in Betrieb. An Wochenenden sowie an Feiertagen beginnt der Betrieb jeweils erst ab etwa 9:00 Uhr. Die Fahrten erfolgen im 15-Minuten-Takt, wochentags zwischen 6:30 Uhr und 8:10 Uhr alle zehn Minuten.
Zweimal im Jahr finden verpflichtende Revisionen statt, bei denen die Standseilbahn für jeweils ein bis zwei Wochen außer Betrieb ist.

## Fahrzeuge
Die beiden Wagen sind durch ein 578 m langes und 38 mm starkes Seil miteinander verbunden, das in der Bergstation angetrieben und umgelenkt wird. Die Wagen werden über das Seil beschleunigt und abgebremst. Zur Anpassung an die Neigung der Strecke sind die Abteile der Wagen stufenförmig angelegt. Seit Betriebsbeginn waren vier Wagengenerationen im Einsatz.
- Die erste Wagengeneration war von 1895 bis 1934 im Einsatz. Die zwei Hauptwagen konnten bedarfsweise durch zwei Vorstellwagen zur Personenbeförderung sowie zwei Güterwagen mit drehbarer Ladefläche ergänzt werden.
- Im Jahr 1934 erneuerte die Firma Christoph & Unmack aus Niesky die Fahrzeuge. Ein Fahrzeug kam nach der Ablösung durch neue Fahrzeuge in das Verkehrsmuseum Dresden.
- Die dritte Wagengeneration baute die Straßenbahnwerkstatt Trachenberge 1962/63. Ein geschlossenes Gepäckabteil und die elektrische Türbetätigung stellten die wichtigsten Neuerungen dar.
- Die Waggonbau Bautzen GmbH stellte 1994 die vierte Wagengeneration her. Die beiden Wagen verfügen über zwei breite Gepäckabteile für Kinderwagen, Rollstühle und Fahrräder. Im Gegensatz zu den Vorgängergenerationen verfügen sie über eine elektrohydraulische Bremsensteuerung mit vorgespannten Federpaketen und ein neu konzipiertes Laufwerk.

## Antriebstechnik
Die Maschinenfabrik und Schiffswerft Übigau lieferte die Antriebstechnik und verwendete einen Kettenschleppantrieb, wie er auf Kettenschleppschiffen auf der Elbe bereits erprobt war. Für eine Standseilbahn stellt diese Antriebstechnik jedoch eine Besonderheit dar. Als Kraftmaschinen fanden zunächst zwei Dampfmaschinen mit je einer Treibscheibe von vier Metern Durchmesser, später ein Gleichstrom-Nebenschluss-Motor mit 240 V und 44,2 kW Leistung Verwendung. Ein Gleichrichter-Unterwerk in der Bergstation versorgte die Standseilbahn sowie die benachbarte Schwebebahn mit Strom. Zwei große Batterien stellten je nach Ladezustand den mehrstündigen Weiterbetrieb, mindestens jedoch das Fahren in die Stationen sicher. Im Jahr 1964 wurden die ersten elektrischen Motoren durch neue, im Elbtalwerk hergestellte Modelle mit 250 V und 80 kW Leistung ersetzt. Während der Antrieb mit Dampfmaschinen nur eine Fahrgeschwindigkeit von 2,5 m/s erlaubte, sind mit elektrischem Antrieb heute 5 m/s möglich.
Zwei Antriebsstufen mit den Übersetzungsverhältnissen 1:8,833 (Stufe 1) und 1:4,5 (Stufe 2) übertragen die Kraft vom Motor auf die beiden Treibscheiben. Dieses Antriebskonzept besteht unverändert seit Inbetriebnahme.
Im Normalbetrieb wird die Bahn elektrisch beschleunigt und gebremst. Im Notfall kann sie auch durch Scheibenbremsen zum Stillstand gebracht werden. Beide Treibscheiben sind hierfür mit einem Bremskranz ausgestattet, auf den je eine Betriebs- und eine Sicherheitsbremse im Anwendungsfall einwirkt. Im Fall eines Seilrisses wirken selbsttätige Sicherheitsbremsen von den Fahrzeugen auf die Schiene und bringen sie zum Stillstand.